# Partido dos Comunistas da Catalunha
O Partido dos Comunistas da Catalunha foi uma cisão pró-soviética do Partido Socialista Unificado da Catalunha (PSUC) de 1982. Foi dissolvido em novembro de 2014, sendo o partido "Comunistas da Catalunha" (Comunistes de Catalunya,, em catalão), o seu herdeiro.
No Congresso do PSUC de janeiro de 1981, as teses eurocomunistas então vigentes foram derrotadas, e o prosoviético Pere Ardiaca, que em 1936 era membro do Partido Comunista da Catalunha quando este fundiu-se com outros partidos para fundar o PSUC, foi eleito novo presidente do partido. La supeditação do PSUC ao Partido Comunista de Espanha facilitou o boicote dos eurocomunistas, e Ardiaca foi destituído em Julho desse ano. A crescente oposição no PSUC provocou que Ardiaca fosse expulso do partido em Dezembro de 1981, acusado de fraccionista. O sector pró-soviético deixou então o PSUC, e en Abril de 1982 constituiu o Partido dos Comunistas da Catalunya (PCC), cujo presidente eleito foi Ardiaca.
Em 1987 o PCC participou na criação da Iniciativa pela Catalunha, da qual separaou-se pouco depois.
É o principal partido comunista da Catalunha. Em 2006, dois dos seus dirigentes (Jordi Miralles e Mercè Civit) foram eleitos deputados no parlamento da Catalunha pela coaligação ICV-EUiA e Joan Josep Nuet senador. O PCC está integrado na Esquerda Unida e Alternativa.
O órgão de expressão é o Avant, e celebra-se anualmente a Festa do Avant. As juventudes são o Colectivo de Jovens Comunistas - Juventude Comunista.